# Busselton
Busselton è una città situata nella regione di South West, in Australia Occidentale; essa si trova nella baia Géographe, 232 chilometri a sud di Perth ed è la sede della Contea di Busselton.

## Storia
I primi europei ad esplorare la baia Géographe, la zona in cui sorge l'odierna Busselton, furono i componenti della spedizione francese guidata da Nicolas Baudin nel 1801. I primi veri colonizzatori però arrivarono solo nel 1834, quando la famiglia di John Bussell si trasferì qui in seguito all'incendio della sua precedente proprietà ed alla scoperta del terreno fertile di questa regione. La prima zona in cui fu scelto di costruire un insediamento corrisponde all'odierna cittadina di Wonnerup (10 chilometri ad est di Busselton), ma il sito venne giudicato come troppo umido e basso così che l'allora supervisore generale John Septimus Roe consigliò di spostare la città nella posizione odierna. Il nuovo insediamento venne battezzato Busselton in onore della famiglia Bussell.

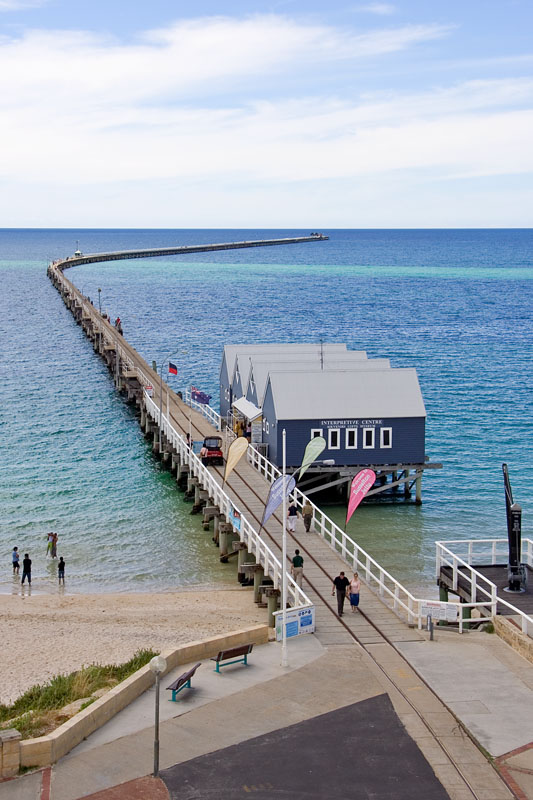
Il pontile di Busselton, il più lungo dell'emisfero australe con i suoi 1.836 metri

Oltre all'agricoltura, l'economia di Busselton deve il suo rapido sviluppo anche all'industria del legname ed a quella legata alla caccia alla balena. Busselton divenne ben presto un fiorente porto per esportazioni nel resto del mondo, per questa ragione nel 1865 iniziò la costruzione del suo famoso pontile, che con una lunghezza di oltre 1.800 metri è uno dei più lunghi del mondo ed è diventato il simbolo della città di Busselton.

## Il pontile
Con lo sviluppo dell'economia nella regione a metà del XIX secolo, a Busselton venne costruito un pontile che permettesse l'attracco di navi per l'esportazione del legname, dei prodotti agricoli e per le attività legate all'industria della caccia alla balena. Inizialmente venne costruito un pontile lungo 176 metri nel 1865, ma col passare degli anni l'azione dell'Oceano Indiano rendeva le acque della baia su cui sorge Busselton sempre più basse, fino a quando fu chiaro che alle navi risultava di grande difficoltà l'attracco. Venne allora deciso di allungare il pontile, operazione ripetuta più volte fra il 1872 ed il 1960, quando si raggiunse la definitiva lunghezza di 1.836 metri, il che lo rende il più lungo dell'emisfero australe ed uno dei più lunghi del mondo.
A causa della crescente distanza fra la costa ed il punto di attracco delle navi, nel 1909 venne costruita una piccola ferrovia che permetteva il trasporto dei tronchi d'albero e degli altri beni da esportare tramite un trenino a vapore, rimpiazzato negli anni sessanta da una locomotiva diesel. Prima della costruzione dei binari, il trasporto veniva effettuato per mezzo di carri trainati da cavalli. La concorrenza del vicino porto di Bunbury fece sì che il porto di Busselton venisse chiuso nel 1972, quando era necessario un ulteriore allungamento del pontile. Negli anni successivi, dopo aver resistito ad un incendio e ad un ciclone, venne decisa la demolizione del pontile, ma l'opposizione della popolazione di Busselton fece sì che la decisione venisse annullata e che il governo si impegnasse nell'opera di recupero e restauro del pontile.
Oggi il pontile è la maggior attrazione turistica di Busselton, grazie anche alla possibilità di fare snorkeling per ammirare coralli e numerose specie di pesci. All'estremità del pontile è stata costruita una struttura che permette ai turisti di immergersi fino al fondale marino (situato a 12 metri di profondità) per vederne l'ecosistema.

## Geografia fisica

### Clima
Busselton gode di un clima di tipo mediterraneo, con estati calde ed inverni miti.
| Mese                | Mesi | Mesi | Mesi | Mesi | Mesi | Mesi  | Mesi  | Mesi  | Mesi | Mesi | Mesi | Mesi | Stagioni | Stagioni | Stagioni | Stagioni | Anno  |
| Mese                | Gen  | Feb  | Mar  | Apr  | Mag  | Giu   | Lug   | Ago   | Set  | Ott  | Nov  | Dic  | Inv      | Pri      | Est      | Aut      | Anno  |
| ------------------- | ---- | ---- | ---- | ---- | ---- | ----- | ----- | ----- | ---- | ---- | ---- | ---- | -------- | -------- | -------- | -------- | ----- |
| T. max. media (°C)  | 29,2 | 29,0 | 27,0 | 23,4 | 20,5 | 18,2  | 17,1  | 17,4  | 18,2 | 20,6 | 24,2 | 26,9 | 28,4     | 23,6     | 17,6     | 21,0     | 22,6  |
| T. min. media (°C)  | 14,7 | 15,2 | 14,0 | 11,8 | 10,5 | 8,9   | 8,1   | 8,3   | 9,0  | 9,7  | 11,8 | 13,2 | 14,4     | 12,1     | 8,4      | 10,2     | 11,3  |
| Precipitazioni (mm) | 9,9  | 4,2  | 12,5 | 37,0 | 98,6 | 138,1 | 140,0 | 116,7 | 85,7 | 35,9 | 23,9 | 10,7 | 24,8     | 148,1    | 394,8    | 145,5    | 713,2 |
| Giorni di pioggia   | 1,5  | 1,4  | 2,4  | 6,1  | 9,0  | 13,3  | 16,2  | 15,3  | 12,4 | 7,1  | 4,8  | 1,9  | 4,8      | 17,5     | 44,8     | 24,3     | 91,4  |

## Amministrazione

### Gemellaggi
- Sugito, dal 2007[5]